# Vriskaaaaj! (album)
Vriskaaaaj! je drugi studijski album slovenske turbo folk skupine Atomik Harmonik, izdan leta 2006. V zasedbi Jani Pavec, Špela Grošelj, Mateja "Tejči" Vuk in Frei Toni

## Seznam pesmi
| Št. | Naslov | Pisec                                                                 | Besedilo                                                   | Dolžina |
| --- | --- | --------------------------------------------------------------------- | ---------------------------------------------------------- | ------- |
| 1.  | „Zavriskaj na ves glas!‟ | Dare Kaurič                                                           | Dare Kaurič                                                | 3:32    |
| 2.  | „Goveja Župca‟ | Dare Kaurič                                                           | Dare Kaurič                                                | 3:36    |
| 3.  | „Toni je pa Ribo ujel‟ | Dare Kaurič                                                           | Dare Kaurič                                                | 3:31    |
| 4.  | „Kdo trka?‟ | Dare Kaurič                                                           | Dare Kaurič                                                | 3:35    |
| 5.  | „Repete polka mix 5.1 Naj živi vesela družba 5.2 Ta gvažek je prazen 5.3 Šmentana ta reč 5.4 Visoko nad oblaki 5.5 Nocoj mi druga rekla je... 5.6 Iz Bohinja‟ | I.Rupar B Srnick B. Frank Lojze Slak L. Šurla Slavko in Vinko Avsenik | Ivan Sivec R. Vadnal A. Paler S. Požeg L. Šurla F. Souvdan | 7:13    |
| 6.  | „Ena ni nobena‟ | Dare Kaurič                                                           | Dare Kaurič, M. Urbanc                                     | 3:10    |
| 7.  | „Polkaholik‟ | Dare Kaurič                                                           | Dare Kaurič, M. Neumayer, M. Duran                         | 2:59    |
| 8.  | „V dolini tihi‟ | narodna                                                               | narodna                                                    | 3:00    |
| 9.  | „Zavriskaj na ves glas‟ (Belentino Enzyani Remix) | Dare Kavrič                                                           | Dare Kavrič,                                               | 3:30    |
| 10. | „Polkaholik‟ (DJ Rumek remix) | Dare Kavrič                                                           | Dare Kavrič, M. Neumayer, M. Duran                         | 2:57    |
| 11. | „*Marinka na seniku brizga!!‟ | Dare Kavrič                                                           | Dare Kavrič                                                | 5:02    |

+
- videospot Kdo Trka? (scenarij in režija: Jani Pavec)
- videospot Zavriskaj na ves glas (scenarij in režija: Jani Pavec)